# Pascal Bruckner
Pascal Bruckner (n. 15 decembrie 1948, Paris, Île-de-France, Franța) este un romancier și eseist francez.
A fost profesor invitat al universității californiene Saint-Diego (1986–1995), profesor la Institutul de Studii politice din Paris (1990–1994), colaborator al cotidianului Le Nouvel Observateur și, în prezent, al ziarului Le Monde.
Figură-cheie a intelectualității pariziene, acest filosof al actualității (a scris eseurile Mizeria prosperității, Euforia perpetuă, Noua dezordine amoroasă) este celebru în România mai ales prin romanele sale: Iubirea față de aproapele, Hoții de frumusețe (Premiul Renaudot 1997), Luni de fiere, Căpcăunii anonimi, Palatul chelfănelii, Copilul divin, Fanaticii apocalipsei și Paria.

## Opere
- Allez jouer ailleurs, Paris, Le Sagittaire, 1976. ISBN: 2-7275-0041-6
- Lunes de fiel, Paris, Le Seuil, 1981. ISBN: 2-02-005856-1
- Parias, Paris, Le Seuil, 1985. ISBN: 2-02-008732-4
- Qui de nous deux inventa l'autre ?, Paris, Gallimard, 1988. ISBN: 2-07-071391-1
- Le Divin Enfant, Paris, Le Seuil, 1992. ISBN: 2-02-013215-X
- Les Voleurs de beauté, Paris, Grasset, 1997. ISBN: 978-2-344-01661-9
- Les Ogres anonymes, Paris, Grasset, 1998. ISBN: 2-246-53421-6
- L'Amour du prochain, Paris, Grasset, 2005. ISBN: 2-246-64151-9
- Mon petit mari, Paris, Grasset, 2007. ISBN: 978-2-246-73141-2
- La Maison des anges, Paris, Grasset, 2013. ISBN: 978-2-246-80026-2
- Un bon fils, Paris, Grasset, 2014. ISBN: 978-2-246-80028-6
- Un an et un jour, Paris, Grasset, 2018. ISBN: 978-2-246-81871-7.

## Prezența în România și opere traduse în limba română
În octombrie 2024, Pascal Bruckner este prezent la Iași, în cadrul Festivalului Internațional de Literatură și Traducere (FILIT).
- Hoții de frumusețe, editura Trei, 1999, ISBN 978-973-941-918-5
- Palatul chelfănelii, editura Trei, traducere de Sanda Reinheimcr, 2005, ISBN 978-973-70-7886-5
- Paria, editura Trei, traducere de Vasile Zincenco, 2007, ISBN  978-973-707-158-3
- Tirania penitentei. Eseu despre masochismul occidental, editura Trei, 2007, ISBN  9789737071330
- Iubito, Eu ma Micsorez!, editura Trei, 2008, ISBN  9789737072085
- Casatoria din dragoste, editura Trei, traducere de Irina Mavrodin, 2011, ISBN  9789737075536
- Căpcăunii anonimi, editura Trei, traducere de Muguraș Constantinescu, 2013, ISBN  978-973-707-885-8
- Fanaticii apocalipsei, editura Trei, traducere de Daniel Nicolescu, 2013, ISBN  978-973-707-926-8
- Fiul cel bun, editura Trei, traducere de Doru Mares, 2014, ISBN 9786067190304
- Paradoxul iubirii, editura Trei, traducere de Irina Mavrodin, 2015, ISBN 9786067193114
- Luni de fiere, editura Trei, 1915, ISBN  978-973-707-926-8
- Noua dezordine amoroasa, editura Trei, traducere de Luminita Braileanu, 2015, ISBN 978 606 719 312 1
- Tati si cutia cu pupici, editura Didactica Publishing House, 2016, ISBN 978-606-683-406-3
- Intelepciunea banilor, editura Trei, 2017, ISBN 978-606-400-057-6
- Un rasism imaginar, editura Trei, traducere de Doru Mares, 2018, ISBN 9786064004093
- Ce doreste domnul?, editura Trei, 2018, ISBN 978-606-40-0369-0
- Un an si o zi, editura Trei, 2019, ISBN 9786064006813
- O scurta eternitate. Filosofia longevitatii, editura Trei, 2020, ISBN 9786064008008
- Un vinovat aproape perfect, editura Trei, 2021, ISBN 9786064010186
- Din prietenia unui munte. Mic tratat de elevare, editura Trei, traducere de Doru Mares, 2023, ISBN 978-606-401-741-3
- Sufăr, deci exist. Portretul victimei ca erou, editura Trei, traducere de Doru Mares, 2024, ISBN 978-606-40-2423-7